# 오사촌 (후쿠오카현)
오사촌(曰佐村)은 후쿠오카현 지쿠시군에 설치되었던 촌이다. 1954년 10월 1일 오사촌과 다구마촌 등 2개 촌이 후쿠오카시에 편입되고 폐지되었다.